# Зарєччя (Торжоцький район)
Зарєччя (рос. Заречье) — присілок в Торжоцькому районі Тверської області Російської Федерації.
Населення становить 17 осіб. Входить до складу муніципального утворення Мошковське сільське поселення.

## Історія
Від 2005 року входить до складу муніципального утворення Мошковське сільське поселення.

## Населення
| 1859 | 1886 | 2002 | 2010 |
| ---- | ---- | ---- | ---- |
| 319  | ↘293 | ↘17  | →17  |